# 維奧克薩河 (沃恰河支流)
維奧克薩河是俄羅斯的河流，由科斯特羅馬州負責管轄，河道全長43公里，流域面積1,360平方公里，發源自丘赫洛馬湖西南端，該河下游被用作浮運木材。